# Helcogramma microstigma
Helcogramma microstigma es una especie de pez de la familia Tripterygiidae en el orden de los Perciformes.

## Hábitat
Es un pez de mar  y de clima tropical.

## Distribución geográfica
Se encuentra desde Mozambique hasta Comoras.